# Francis Shaughnessy
Francis Shaughnessy   (Roanoke, 21 de juny de 1911 - Montreal, 12 de juny de 1982) va ser un jugador d'hoquei sobre gel estatunidenc que va competir durant la dècada de 1930.
Nascut a Virgínia, es crià a Mont-real, Quebec, on va combinar la pràctica del futbol amb l'hoquei sobre gel amb els McGill Redmen. Obtingué la doble nacionalitat canadenca-estatunidenca. El 1936 va prendre part en els Jocs Olímpics de Garmisch-Partenkirchen, on guanyà la medalla de bronze en la competició d'hoquei sobre gel. Posteriorment fou vicepresident del Comitè Olímpic Canadenc entre 1957 i 1975 i fou un dels organitzadors dels Jocs Olímpics de Mont-real.